# Karl Prugger
Karl Prugger (* 24. Januar 1926 in Berlin; † 2003) war ein deutscher Jurist und Richter am Bundesfinanzhof.

## Leben
Der Sohn des Verwaltungsjuristen Alexander Prugger studierte Rechtswissenschaften in München. Wie sein Vater war er seit dem Studium Mitglied der Studentenverbindung Akademischer Gesangverein München im SV. Er legte 1949 die erste und 1952 die zweite juristische Staatsprüfung ab. Promotion in München 1953 mit dem Thema: „Werklieferung und Werkleistung im Umsatzsteuerrecht“.
Danach war er zunächst in der Industrie tätig. Ab 1954 war im Bundesministerium der Finanzen, danach ab 1957 in der Finanzverwaltung, bis er 1959 Hilfsrichter am Bundesfinanzhof wurde. 1963 wurde er Referent am Bundesrechnungshof. Von 1967 bis 1991 war er Richter am Bundesfinanzhof.